# Lycosuchidae
De Lycosuchidae zijn een familie van uitgestorven therocephalische therapsiden uit de Beaufortgroep uit het Midden-Perm van Zuid-Afrika. Het bevat momenteel twee monotypische geslachten: Lycosuchus, vertegenwoordigd door Lycosuchus vanderrieti, die werd benoemd in 1903 door paleontoloog Robert Broom, en Simorhinella, vertegenwoordigd door Simorhinella baini, die werd benoemd in 1915 door Broom. Beide soorten worden gekenmerkt door hun grote lichaamsmaten en korte, hoge snuiten. Twee sets vergrote hoektanden werden ooit beschouwd als een bepalend kenmerk van lycosuchiden, maar recente studies hebben voorgesteld dat het voorste paar dat bij bepaalde exemplaren aanwezig is, in feite vervangingstanden zijn voor de tanden erachter, die uiteindelijk zouden zijn uitgevallen naarmate individuen ouder werden. Lycosuchiden zijn de vroegst bekende therocephaliërs en worden ook beschouwd als de meest basale.
De klade is in 2013 door Adam Keith Huttenlocker gedefinieerd als alle Therocephalia die nauwer verwant zijn aan Lycosuchus vanderrieti dan aan Scylacosaurus sclateri of Theriognathus microps.